# Steinwerk Raumland
Das Steinwerk Raumland oder Steinwerk Raumland Böhl befindet sich an der L 553 südlich von Raumland im Stadtgebiet von Bad Berleburg im Kreis Siegen-Wittgenstein. Die Steinwerk Raumland Böhl GmbH baut Grauwacke und Schiefer ab. Der Steinbruch ist der größte steinabbauende Betrieb im Kreis Siegen-Wittgenstein. Neben dem Steinbruch liegt das 1983 eröffnete Schieferschaubergwerk Raumland, wo der Schiefer-Abbau ab 1860 bis 1923 dokumentiert wird.

## Infos zum Steinwerk
Die Böhl Unternehmensgruppe hat am gleichen Standort neben der Steinwerk Raumland Böhl GmbH noch die HBM Asphalt GmbH mit der Asphaltmischanlage Dotzlar, die BERWILIT Wittgensteiner Blähschiefer GmbH und die Transportbeton Böhl GmbH am Standort.
Im Steinbruch baut der Betrieb quarzitischen Sandstein ab, der vor 380 Millionen Jahren zur Devon-Zeit entstand. Der Abbau begann 1928. Der Sandstein wird zu Schotter, Splitt, Brechsand und Steinen verarbeitet. Der Schotter und die Splitte werden als Zuschläge die Asphalt und Beton genutzt. Auch zertifizierte Wasserbausteine und Mauersteine werden erzeugt.
Neben dem Sandstein wird auch Schiefer, der vor ca. 380 Millionen Jahren entstand, abgebaut. Den Schiefer verarbeitete früher die BERWILIT Wittgensteiner Blähschiefer GmbH weiter. Der Schiefer wurde in einen insgesamt 55 m langen Drehrohrofen zunächst bei Temperaturen zwischen 100 °C und 600 °C getrocknet und anschließend in der zweiten Sektion des Drehofens im eigentlichen Blähvorgang bei Temperaturen um 1200 °C weiterverarbeitet. Der erzeugte Blähschiefer wurde als Leichtbeton-Zuschlag und als Zuschlag für Feuerleichtbetone bis 1100 °C genutzt. Die Produktion von Blähschiefer stellte der Betrieb inzwischen ein und produziert nur noch Schiefersplitt.
Im Steinbruch wird eine Erddeponie der Deponieklasse 0 betrieben. Seit 2014 wird Bauschuttrecycling betrieben, um Recyclingbaustoffe zu erzeugen.

## Mineralien
Bei Mindat ist bisher an Mineralfunden nur Quarz dokumentiert (Stand 2025).